# ماماتسف
ماماتسف (به لاتین: Mamatsev) یک منطقهٔ مسکونی در روسیه است که در آدیغیه واقع شده‌است.